# Ош (озеро)
Ош — пресноводное озеро на территории муниципального образования Двинского Холмогорского района Архангельской области.

## Физико-географическая характеристика
Площадь озера — 0,5 км², площадь водосборного бассейна — 23 км². Располагается на высоте 34,6 метров над уровнем моря.
Форма озера продолговатая: оно почти на полтора километра вытянуто с севера на юг. Берега заболоченные.
Из южной оконечности озера вытекает безымянный водоток, впадающий в с правого берега в реку Большую Кироксу, приток Северной Двины.
Острова на озере отсутствуют.
Населённые пункты и автодороги вблизи водоёма отсутствуют.
Код объекта в государственном водном реестре — 03020300411103000004578.